# Arte móvel pré-histórica

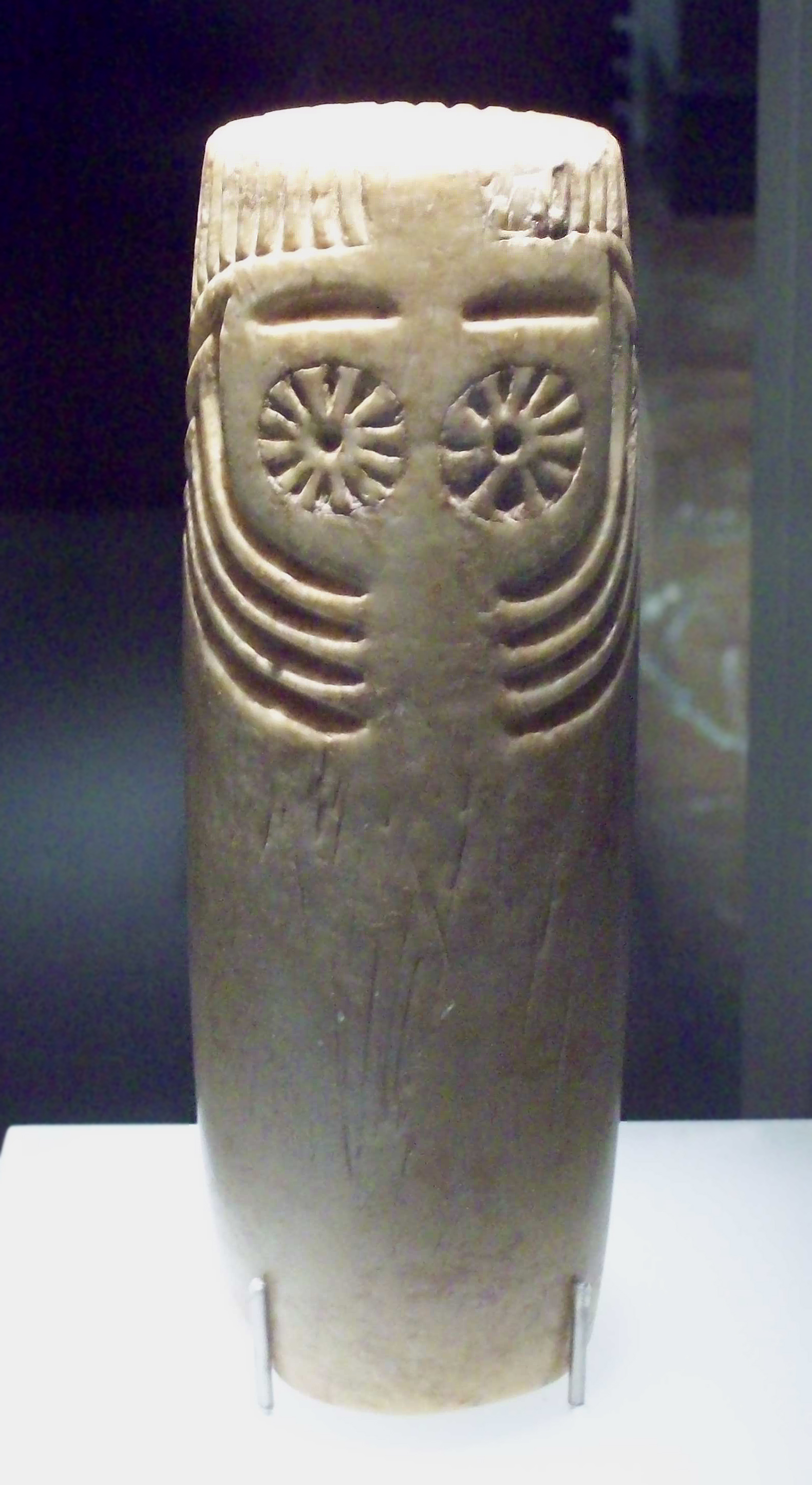
Ídolo da Estremadura (Calcolítico, M.A.N., Madri)

A arte móvel pré-histórica são pequenos exemplos de arte da Pré-História que podiam ser levados de um lugar a outro e que eram especialmente característicos da arte do Paleolítico Superior. É uma das duas principais categorias da arte pré-histórica, sendo a outra a imóvel arte parietal.